# Joe Manser

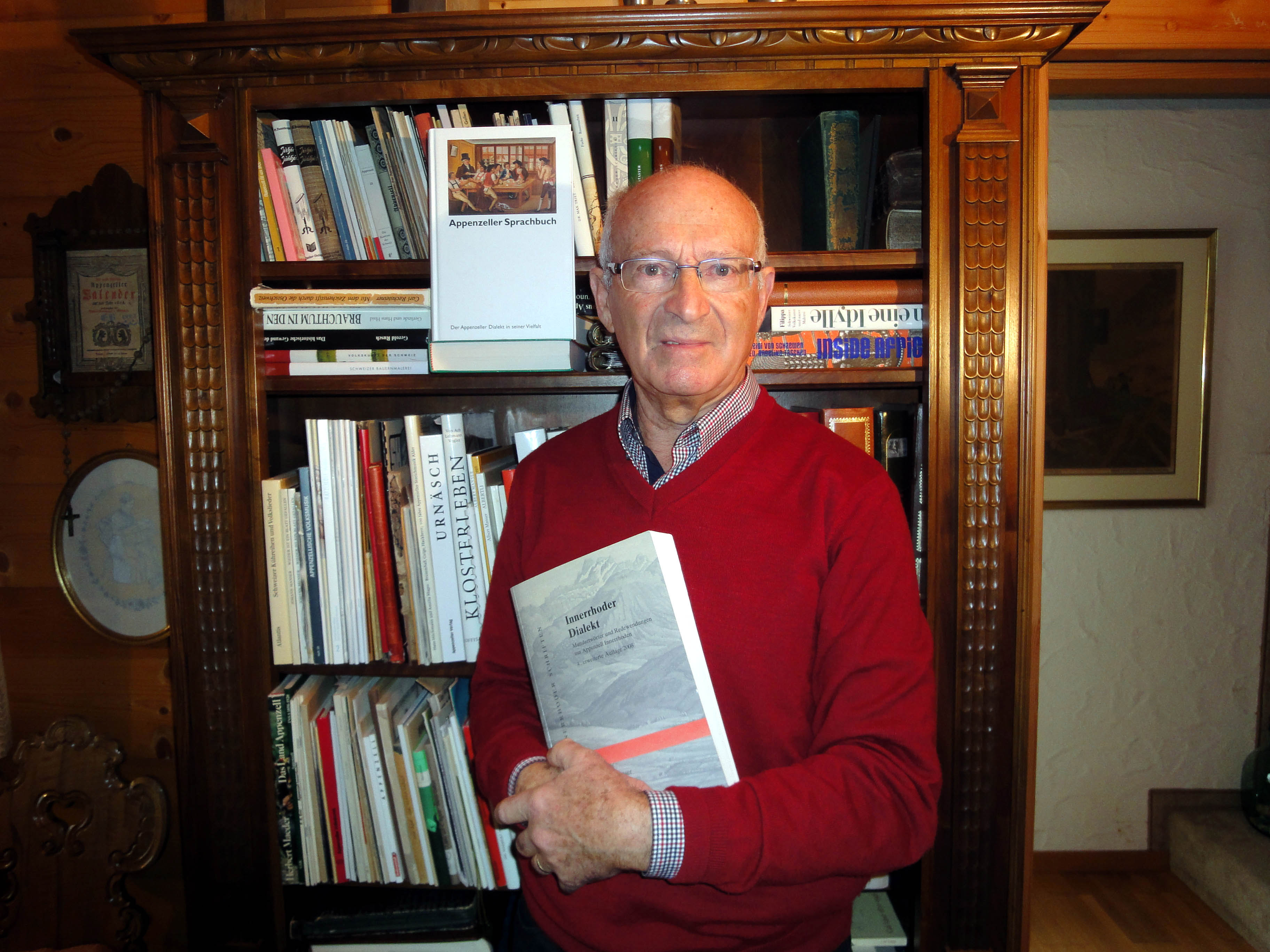
Joe Manser mit der vierten Auflage seines Buches «Innerrhoder Dialekt», 2008

Joe Manser (* 9. August 1945 als Josef Jakob Manser in St. Gallen; heimatberechtigt in Appenzell) ist ein Schweizer Dialekt- und Volksmusikforscher aus dem Kanton Appenzell Innerrhoden. 2019 erhielt er den Innerrhoder Kulturpreis.

## Leben und Wirken
Joe Manser ist der Sohn des Briefträgers und Volksmusikforschers Johann Manser und der Magdalena Gmünder. Er wuchs in Appenzell auf, wo er die obligatorische Schule besuchte. Es folgte die Ausbildung zum Sekundarlehrer phil. I, die er 1969 an der Universität Zürich abschloss. Nach Appenzell zurückgekehrt wurde er Lehrer an der Mädchenrealschule, die in den 1970er-Jahren mit den Knabenklassen zur Sekundarschule Appenzell fusionierte. Dieser Tätigkeit blieb er bis 2005 treu. Joe Manser verehelichte sich 1979 mit Monika Josefina Sutter. Der Verbindung entsprossen drei Kinder.
Von 1965 bis 1989 war Joe Manser in der Freizeit als Tanzmusikant unterwegs. Er spielte Geige, Streichbass und Klavier. Unter anderem war er Mitglied der Lehrermusik Appenzell. Mit dem Tod des Vaters 1985 erbte Joe Manser einen umfangreichen musikalischen Nachlass, mit dessen Aufarbeitung er begann. 1996 entstand daraus in Zusammenarbeit mit Urs Klauser das Buch Mit wass freüden soll man singen, eine Transkription und Bearbeitung des Liederbüchleins der Maria Josepha Barbara Broger aus dem 18. Jahrhundert.
Als Fortführung der Forschungstätigkeit des Vaters initiierte Joe Manser ab 1998 das Zentrum für Appenzellische Volksmusik in Gonten (heute: ROOTHUUS GONTEN, Zentrum für Appenzeller und Toggenburger Volksmusik). Die Einweihung erfolgte 2003 und Joe Manser war von 2003 bis 2012 dessen Geschäftsführer. Neben vielen von ihm organisierten Veranstaltungen publizierte Manser verschiedene Schriften zur Appenzeller Volksmusik, unter anderem im hauseigenen Verlag.
Ein zweites Standbein als autodidaktischer Forscher schuf sich Joe Manser mit der Dialektforschung. Sein 2001 erstmals erschienenes Wörterbuch zum Innerrhoder Dialekt (ohne Oberegg) liegt mittlerweile in der sechsten, ergänzten Auflage vor. Es folgten verschiedene Publikationen zu Dialektschriftstellern und 2020 erschien Mansers Übersetzung von Antoine de Saint-Exupérys Bestseller Le petit prince im Innerrhoder Dialekt unter dem Titel De chlin Prinz. Die Verleihung des Innerrhoder Kulturpreises durch die kantonale Stiftung Pro Innerrhoden 2019 würdigte Joe Mansers langjähriges Schaffen zur Erforschung der Musik- und Sprachkultur Appenzell Innerrhodens.

## Publikationen
- (mit Urs Klauser) Mit wass freüden soll man singen: Liederbüchlein der Maria Josepha Brogerin, 1730. Druckerei Appenzeller Volksfreund, Appenzell 1996. (Innerrhoder Schriften; Bd. 5).
- Innerrhoder Dialekt: Mundartwörter und Redewendungen aus Appenzell Innerrhoden. Druckerei Appenzeller Volksfreund, Appenzell 2001. (Innerrhoder Schriften; Bd. 9). (6., erweiterte Auflage 2017).
- Appenzellische Mundartdichtung in der ersten Hälfte des 20. Jahrhunderts: Andreas Anton Räss, genannt «Restoni». In: Appenzellische Jahrbücher 129 (2001), S. 45–59.
- Altfrentsch: Tanzmusik aus dem Appenzellerland, spätes 18. Jahrhundert. Roothuus, Gonten 2006. (Schriftenreihe der Stiftung Zentrum für Appenzellische Volksmusik; Heft 1).
- Ratzliedli för en Hosesack: über 600 ausgewählte Ratzliedlistrofen zu 37 Melodien aus dem Appenzellerland. Roothuus, Gonten 2007.
- (zusammen mit Ernst Bänziger et al.) Appenzellische Volksmusik. Appenzeller Verlag, Herisau 2010. (Das Land Appenzell; Heft 39).
- Innerrhoder Tanzmusik: Tanzmusikanten – Tanzlust – Tanzverbote: hundert Jahre Appenzell Innerrhoder Tanzmusikantenverband 1916–2016. Druckerei Appenzeller Volksfreund, Appenzell 2016. (Innerrhoder Schriften; Bd. 17).
- Botz Sack ond Böndl! Appenzell Innerrhoder Dialekt von Albert Rusch «Sepatoni ab’m Himelberg». In: Innerrhoder Geschichtsfreund 58 (2017), S. 7–35.
- Appenzellermusik auf alten Tonträgern: Schellackplatten mit Musik und Gesang aus dem Appenzellerland und dem Toggenburg. Roothuus, Gonten 2019. (Schriftenreihe der Stiftung Roothuus Gonten Zentrum für Appenzeller und Toggenburger Volksmusik; Heft 9).
- Fuehrigi Choscht: Alte und neue Appenzell Innerrhoder Dialektwörter und Redewendungen verpackt in Wortgeschichten. Druckerei Appenzeller Volksfreund, Appenzell 2020.

### Übersetzung
- aus dem Französischen in den Appenzell Innerrhoder Dialekt: Antoine de Saint-Exupéry: De chlin Prinz. Favre, Lausanne 2020.